# Aiden Thomas

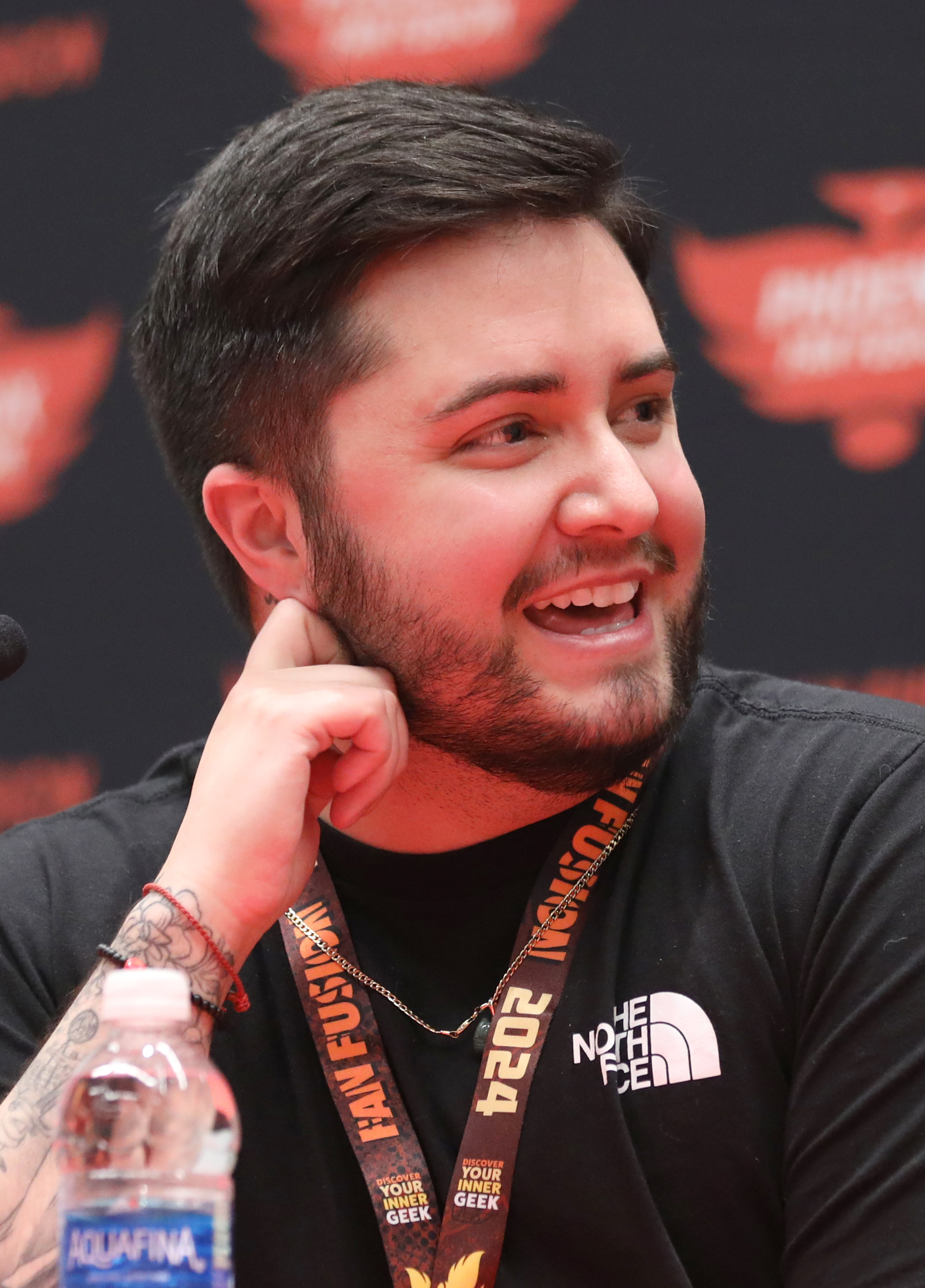
Aiden Thomas

Aiden Thomas (* in Oakland, Kalifornien) ist ein nicht-binärer US-amerikanischer Autor.

## Leben und Werk
Thomas studierte Kreatives Schreiben am Mills College in Oakland. Als transgeschlechtliches Mitglied der LGBTQ+-Community und Latinx setzt sich Aiden für eine vielfältige Repräsentation in den Medien ein. Thomas benutzt die Pronomen er/ihm und das singuläre they/them. Er schrieb mehrere Jugendbücher, die auch ins Deutsche übersetzt wurden. Cemetery Boys wurde ein New York Times-Bestseller und war unter dem deutschen Titel Yadriel & Julian für den Deutschen Jugendliteraturpreis 2023 in der Sparte „Jugendbuch“ nominiert.

## Publikationen
- Yadriel & Julian - Cemetery Boys (= engl. Originaltitel Cemetery Boys). Übersetzt von Stefanie Frida Lemke. Dragonfly, Hamburg 2022, ISBN 978-3-7488-0181-8.
- Wendy & Peter. Verloren im Nimmerwald (= engl. Originaltitel Lost in the Never Woods). Übersetzt von Michaela Link. Dragonfly, Hamburg 2022, ISBN 978-3-7488-0207-5.
- Sol. Das Spiel der Zehn (= engl. Originaltitel The Sunbearer Trials). Übersetzt von Sylvia Bieker und Carina Schnell. Dragonfly, Hamburg 2023, ISBN 978-3-7488-0241-9.